# قلعة بني أسد (المحابشة)

تعديل مصدري - تعديل

قلعة بني أسد هي إحدى قرى عزلة حجر بمديرية المحابشة التابعة لمحافظة حجة، بلغ تعداد سكانها 838 نسمة حسب تعداد اليمن لعام 2004.